# オーガスタス・フレデリック (サセックス公)
初代サセックス公爵オーガスタス・フレデリック王子（英語: Prince Augustus Frederick, 1st Duke of Sussex、1773年1月27日 - 1843年4月21日）は、イギリスの王族。
英国王ジョージ3世の第6王子。英国王ジョージ4世、英国王ウィリアム4世、ハノーファー国王エルンスト・アウグストは兄。ヴィクトリア女王は姪にあたる。

## 経歴

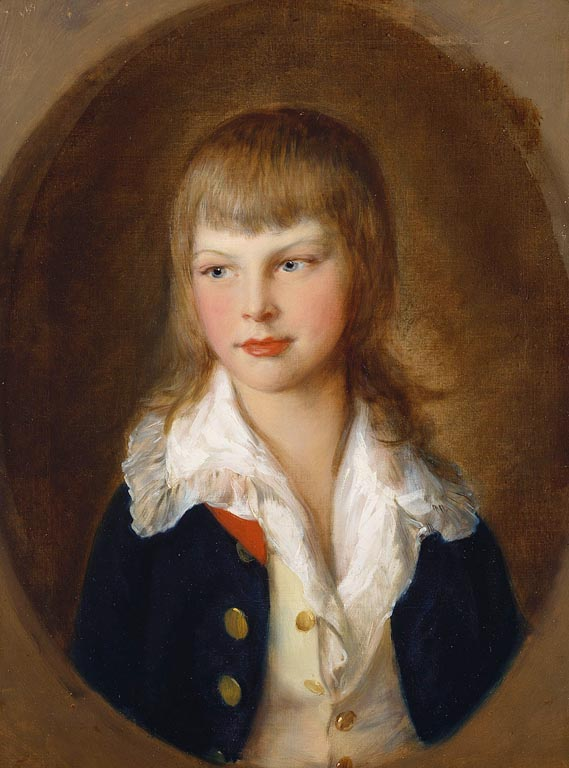
幼少期のオーガスタス・フレデリック王子

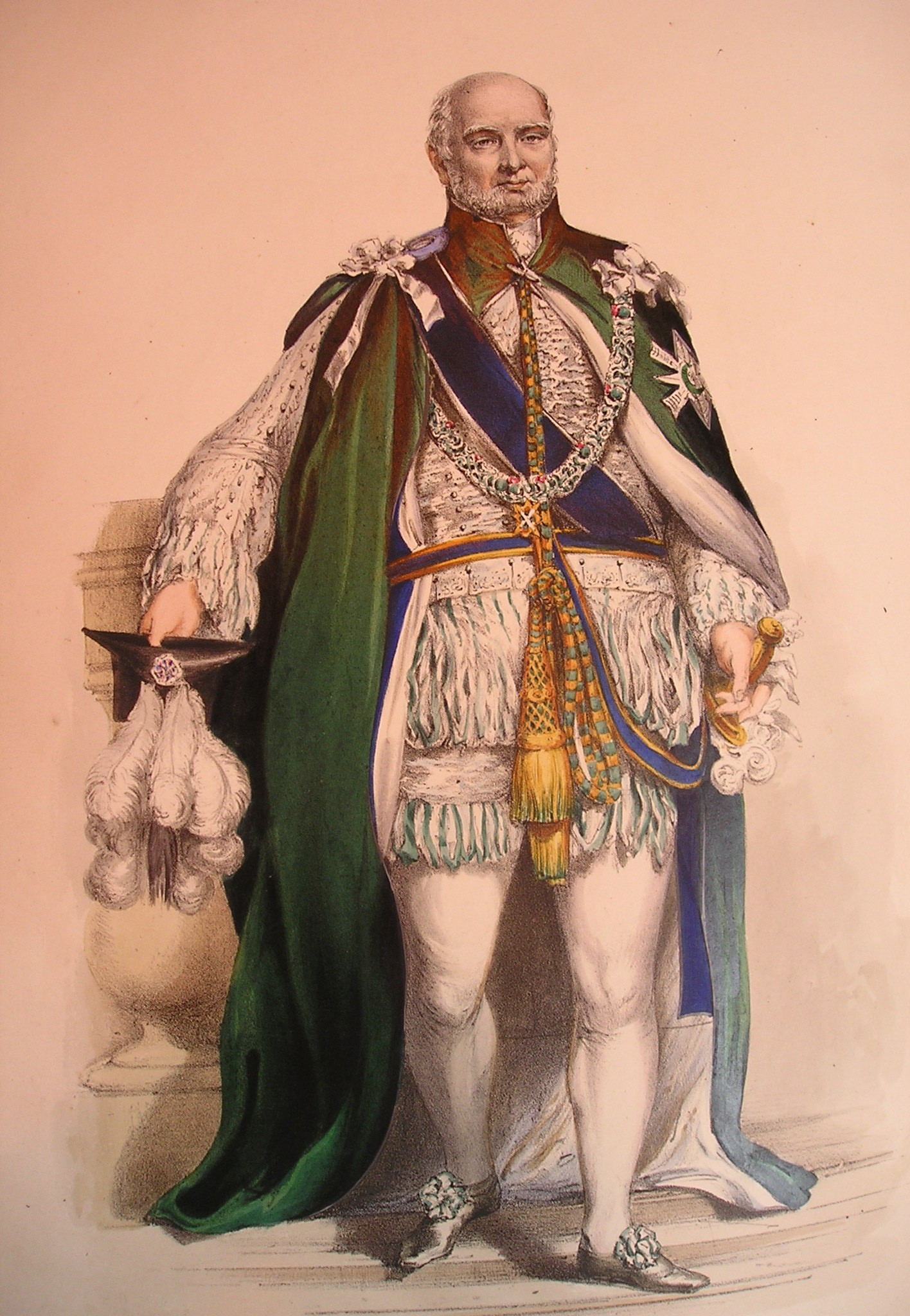
晩年のサセックス公爵オーガスタ・フレデリック王子

1773年1月27日、イギリス王ジョージ3世と王妃シャーロット・オブ・メクレンバーグ＝ストレリッツの第9子（6男）として、バッキンガム館(後のバッキンガム宮殿)で生まれた。
彼は家庭教師による教育を受けた後、兄アーネスト（後のハノーファー王エルンスト）らと共にゲッティンゲン大学で学んだ。オーガスタスは気管支喘息の持病があったことから、兄弟達のように陸軍や海軍に入隊することはなかった。彼は周囲から、イングランド国教会の聖職者になるとみられていた。
オーガスタスはイタリアを旅行した際、第4代ダンモア伯ジョン・マーレイの次女オーガスタと出会った。1793年に2人はジョージ3世の同意のないまま結婚した。ドイツで学生だった頃のお目付役エルンスト・ツー・ミュンスターがイタリアへ送られ、オーガスタスをロンドンへ連れ戻した。
1794年8月、裁判所はオーガスタスとオーガスタの結婚を、1772年の王室結婚令に照らし合わせて、王の了解を得ていないことから無効だとした。それでもオーガスタスはオーガスタと1801年まで同棲した（1801年以降、彼は議会年金12,000ポンドをもらうためオーガスタとの関係を絶った）。オーガスタは子供達の保護権を保持し、年4,000ポンドの養育費を受け取った。
ジョージ3世は1786年にオーガスタスをガーター騎士とし、1801年11月27日にサセックス公、インヴァネス伯、アルクロー男爵へ叙した。
1751年以来、首位(近代派)グランドロッジと古代派グランドロッジに分裂していたイングランドのフリーメイソンは1813年12月27日に連合グランドロッジとして再統合された。その初代グランドマスターには首位グランドロッジのグランドマスターだったサセックス公が就任した。以降彼は30年にもわたって同職に在職し、イギリス・フリーメイソンを指導した。
1831年、オーガスタスは第2代アラン伯爵アーサー・ゴアの娘で、最初の夫と死別していたセシリアと結婚した。この結婚も王室結婚令に反する王の同意を得ないものだった。セシリアはサセックス公爵夫人とされることはなかったが、ヴィクトリア女王が彼女のことを不憫に思い、彼女自身の爵位として1840年にスコットランド貴族インヴァネス女公爵を与えた。
1831年、オーガスタスの兄ウィリアム4世は、弟をセント・ジェームズ・パークとハイド・パークの管理者とした。1816年にオーガスタスは王立芸術協会（Society of Arts）の理事長に選出されており、この職位を終生務めた。また、1830年から1838年まで王立協会の会長であった。
オーガスタスは、女王ヴィクトリアのお気に入りの叔父であった。彼はヴィクトリアの結婚式で、姪を新郎アルバートへ渡す役割をつとめた。
1843年、ケンジントン宮殿で薨去し、ケンサル・グリーン墓地に埋葬された。未亡人のインヴァネス女公爵セシリアは死去までケンジントン宮殿内に住み続け、没後に亡夫の隣に埋葬された。嫡子を残さなかったことから、爵位と称号は断絶した。

## 栄典

### 爵位
- 1801年11月27日、初代サセックス公爵(連合王国貴族)
- 1801年11月27日、初代インヴァネス伯爵(連合王国貴族)
- 1801年11月27日、初代アークロー男爵(連合王国貴族)[6]

### 勲章
- 1786年6月2日、ガーター勲章ナイト(KG)[6]

### 名誉職
- 1798年12月20日、フリーメイソン[7]
- 1816年 – 1843年、科学技術産業振興協会（王立技芸協会）会長[8]
- 1828年5月22日、王立協会王族フェロー(FRS)[7]
- 1830年 – 1838年、王立協会会長[7]
- 1838年 – 1839年、王立協会副会長[7]
- 1837年 – 1843年、バス騎士団グレートマスター
- 1842年 – 1843年、ウィンザー城管理長官及び総督（英語版）[9]

## 子女
オーガスタ・マレーとの間に庶子1男1女をもうけた。セシリアとの間に子供はなかった。
- オーガスタス（英語版）（1794年 - 1848年）-　28才で多発性硬化症を発症し、中年期以降は闘病生活を送った。
- オーガスタ（1801年 - 1866年）：初代トゥルーロ男爵（英語版）トマス・ウィルド（英語版）と結婚。